# Tour Rennaise
La tour Rennaise ou Renaise ou encore quelquefois appelée tour du Maréchal est un tour située à Laval, en Mayenne. Il s'agit d'un des vestiges des remparts de Laval, placée à l'angle nord-ouest. Elle fait 23 m de haut et 15 m de diamètre.

## Histoire
La tour appartient à l'enceinte urbaine servant de rempart au Moyen Âge au XIIIe siècle.
Elle est reconstruite sur l'ordre d'André de Lohéac en 1458. Sa construction est liée à la guerre de Bretagne. Le but étant d'édifier un second donjon, tourné vers la Bretagne. La structure est adaptée aux usages de l'artillerie de l'époque. On tient, dit Jacques Le Blanc de La Vignolle, que le maréchal de Lohéac, sous Charles VII, fit bâtir la grosse tour où est à présent notre arsenal, et les tours de la porte Renaise, et son dessein étoit de faire bâtir dessus un donjon..
Par suite des travaux exécutés, les fossés qui, de la tour Renaise, se prolongeaient jusqu'à la tour au Diable, sur le bord de la Mayenne qu'elle dominait, reçurent les eaux du ruisseau du Ratel, et à leur extrémité, proche la rivière, était établi un chaussereau ou digue pour retenir lesdites eaux et en élever le niveau.
Le 21 août 1598, une concession du seigneur permit d'établir un moulin sur cette chaussée. Les choses en cet état, le trop plein des douves de la ville se déversait sur la Chiffolière, y formait un marais infect et les eaux du Ratel, refoulées vers le carrefour aux Toiles, baignaient alors le pied de la tour Renaise. Le dessèchement ne s'opéra qu'en 1688, date à laquelle, suivant contrat du 16 juillet, devant René  Gaultier, notaire royal, la famille des Margottin, meuniers à Queumont, vendit aux habitants de Laval son moulin de la Chiffolière.
Elle sert d'arsenal à la ville de Laval. La poudrière y reste jusqu'en 1837.

## Situation
La tour Rennaise possède quatre niveaux :
- une plate-forme supérieure
- une salle voûtée
- un cachot privé d'ouverture
- une salle des gardes.

Elle a conservé une partie de son chemin de guet ainsi que du rempart qui communiquait avec la porte Rennaise.

## Porte
La porte Renaise ouvrait sur la route de Rennes. Elle était constituée de deux tours reliées par un mur et couronnée d'une toiture d'ardoises. La fermeture s'effectuait à l'aide d'un pont-levis.

### Aveux de 1407 et 1444
Les deux aveux de 1407 et 1444 nous ont conservé les noms de ceux qui, en ces temps de guerre, furent spécialement chargés de la défense de la porte Renaise: c'étaient Jehan Ouvrouin, successeur de Guillaume Mérienne, et après lui Olivier de Feschal; Jehan de Chailland, seigneur de Gresse, Jehan d'Averton, ensuite Olivier d'Aché; Gilles de Quatrebarbes puis Loys de la Tour, chevalier, le seigneur des CepeauxcJehan Le Chappelais, chevalier Thébaut Dumas et après lui l'abbé de Clermont Robert de Loyré, lequel fut remplacé par Symon Roussel.
Les ruines accumulées témoignent d'une lutte longue et acharnée, dans laquelle les défenseurs de cette porte plus d'une fois se distinguèrent soit dans une sortie furieuse contre les Anglais, soit sur la brèche ouverte en repoussant ses assauts eux du moins ne se laissèrent point surprendre et après la guerre, il fallut reconstruire.
L'aveu de 1444 ayant été déclaré insuffisant, Anne de Laval comparut de nouveau le 10 novembre 1452 en la personne d'Aymon Malabri, son procureur, à l'assise du Mans tenue par Gilles de la Réaulté. juge ordinaire du Maine, pour y compléter ses premières déclarations. La lecture de cet aveu complémentaire constate les dévastations de l'ennemi, c'est la liste des maisons pour lesquelles on ne peut plus rien percevoir par suite des dégâts causés par la guerre contre les Anglais dans la rue de Rivière, la rue Gaudin, le Marcheil, la rue Boucheresse et les environs de la porte Renaise, au bord de l'étang.
La porte Renaise est détruite en 1712.

## Montsûrs

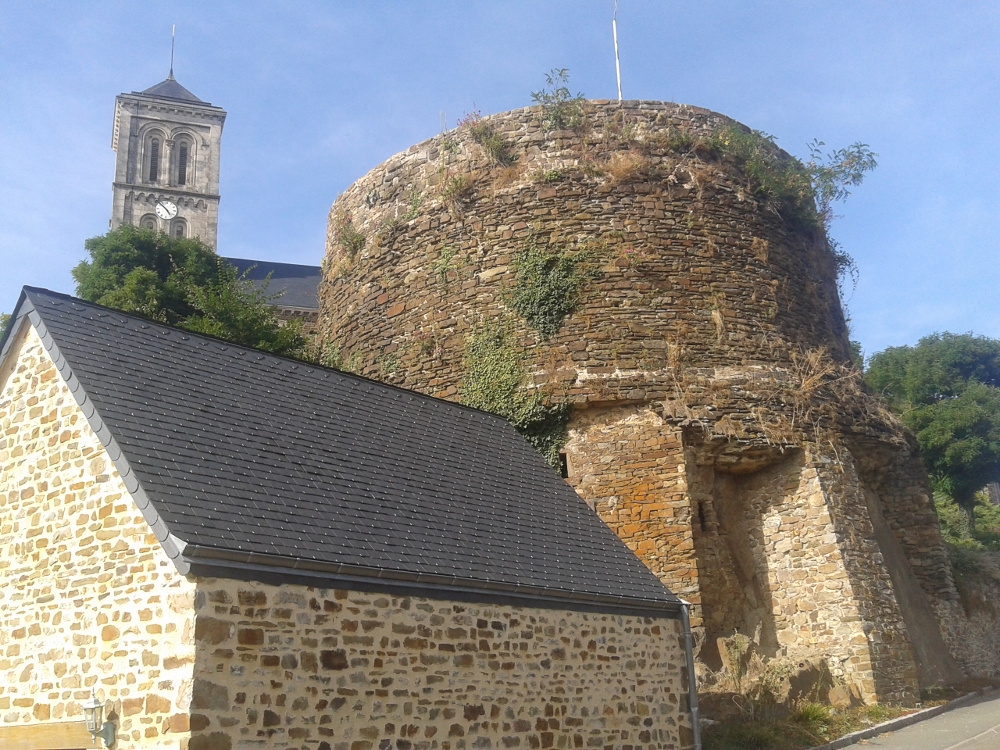
Tour du château dite « paradis des biques ».

La tour Renaise dite « Le Paradis aux Biques » située à Montsûrs fait l'objet d'une inscription au titre des Monuments historiques depuis le 9 juin 1925. Elle faisait partie du château de Montsûrs.